# فولتا الينتيخو 2016
فولتا الينتيخو 2016 (بالبرتغالية: Volta ao Alentejo 2016 ‏) هو سباق دراجات هوائية، وهو الموسم رقم 34 من نفس السباق، وأقيم خلال الفترة 16 مارس 2016، وحتى 20 مارس 2016، وامتدّ لمسافة 907.5 كيلومتر، وهو أحد سباقات طواف أوروبا للدراجات 2016، وهو من نوع منافسة رياضية، وقد شارك في السباق 168 متسابقاً ووصل إلى نهايته 144 متسابقاً.
فاز فيه بالمركز الأول إنريك ماس، وبالمركز الثاني كريستر هاغن، وبالمركز الثالث ديفيد دي لا فونتي، والفريق الفائز في ترتيب الفرق Axeon-Hagens Berman 2016.

## المراحل
| المرحلة   | التاريخ | الدورة                              | type         | المسافة (كم) | الفائز بالمرحلة | القائد العام    |
| --------- | ------- | ----------------------------------- | ------------ | ------------ | --------------- | --------------- |
| المرحلة 1 | 16 مارس | بُرتَلِجرة – Castelo de Vide ‏          | مرحلة التلال | 158          | Imanol Estévez ‏ | Imanol Estévez ‏ |
| المرحلة 2 | 17 مارس | Monforte, Portugal ‏ – مونتيمور نوفو | مرحلة مستوية | 206٫2        | إنريك ماس       | إنريك ماس       |
| المرحلة 3 | 18 مارس | Portel, Portugal ‏ – باجة            | مرحلة مستوية | 186٫3        | Johim Ariesen ‏  | كريستر هاغن     |
| المرحلة 4 | 19 مارس | Aljustrel ‏ – Grândola ‏              | مرحلة مستوية | 184٫7        | Jarno Gmelich ‏  | كريستر هاغن     |
| المرحلة 5 | 20 مارس | سانتياغو دو كاسيم – يابرة           | مرحلة مستوية | 172٫3        | ريمي كافانيا    | إنريك ماس       |

## الفائزون
| الترتيب    | الفائز              |
| ---------- | ------------------- |
| الفائز     | إنريك ماس           |
| الثاني     | كريستر هاغن         |
| الثالث     | ديفيد دي لا فونتي   |
| حسب النقاط | إنريك ماس           |
| تسلق الجبل | أمارو أنتونز        |
| أفضل شاب   | إنريك ماس           |
| الفريق     | Axeon-Hagens Berman |

## وصلات خارجية
- الموقع الرسمي
- فولتا الينتيخو 2016 على موقع إحصائيات الدراجات الإحترافية (الإنجليزية)